# Parapallene gowlettae
Parapallene gowlettae là một loài nhện biển trong họ Callipallenidae. Loài này thuộc chi Parapallene. Parapallene gowlettae được miêu tả khoa học năm 2007 bởi Staples.